# Amorbia elaeopetra
Amorbia elaeopetra es una especie de polilla del género Amorbia, tribu Sparganothini, subfamilia Tortricinae.

## Distribución
Se distribuye por Brasil.

## Taxonomía
Fue descrita por Meyrick en 1932 y publicada en Exotic Microlepid. 4: 263.